# Johannisholms glasbruk
Johannisholms glasbruk var ett glasbruk i Johannisholm vid Venjanssjöns södra utlopp, Venjans socken, Mora kommun.
Glasbruket anlades först på Sandön i Venjanssjön av prosten i Mora Johan Leufqvist. Bruket fick privilegier 1796 och blåsningen började 1798. God kiselsand för glaset fanns på ön, men vattenkraft saknades och därför flyttades bruket 1808 en mil längre söder ut till Johannisholm vid Vanåns utlopp ur sjön. Platsen fick sitt namn av Johan Leufqvist som drev bruket fram till sin död 1814. Förutom glasbruket anlades ett glassliperi, stampverk, såg och kvarn. Enligt dokument från 1825 tillverkades såväl fönsterglas som "taffelglas" (servisglas), klart och grönt, liksom slipat glas, flaskor och glättestenar. Tillverkningen av servisglas gick dock med förlust på grund av höga transportkostnader och inskränktes snart till att ske endast för lokalbefolkningens behov. I stället satsade man främst på tillverkning av fönsterglas. 1840 anlades en smedja vid glasbruket med två härdar, två hammare och ett manufakturverk med 5 spik- och liehammare samt en knipphammare med klippsax. Bruket inköptes 1844 av Elias Lagerheim vilken 1855 lade ned all glastillverkning. Stora Kopparbergs Bergslags AB blev 1856 ägare till Johannisholm och lät då lägga ned stångjärnssmidet, och några år därefter även spiksmidet.
Stora Kopparbergs Bergslags AB hade länge för avsikt att anlägga en kraftverksdamm här, men genom sänkningar av Venjanssjön kom vattenfallet närmast helt att försvinna och planerna skrotades. En kvarn och en såg fanns länge kvar på platsen.